# Črečan (Sveti Ivan Zelina)
Črečan is een plaats in de gemeente Sveti Ivan Zelina in de Kroatische provincie Zagreb. De plaats telt 198 inwoners (2001).